# Soeiro Anes Parada
Soeiro Anes Parada foi um Cavaleiro medieval espanhol, fidalgo de origem galega que passou a Portugal durante o reinado de D. Fernando I rei de Portugal, rei de que fez a doação de dizimo da correição de Vagos. 
A origem da freguesia de Parada encontra-se ligada à pessoa de Soeiro Anes Parada de quem alguns mediavalistas afirmam foi fundador.

## Relações familiares
Foi pai de:
1. Teresa Anes Parada casada com Vasco Gil Bacelar II, filho de Gil Vasques Bacelar I, Governador e Alcaide-mór de Monção e de Sancha Pires de Abreu[2].